# Przyjdź zobaczyć raj
Przyjdź zobaczyć raj (ang. Come See the Paradise) – amerykański dramat obyczajowy z 1990 roku w reżyserii Alana Parkera. Zdjęcia kręcono m.in. w Portlandzie, Astorii i Seattle.

## Fabuła
Rok 1936. W Nowym Jorku mieszka Jack McGurn - młody działacz związków zawodowych. Gdy porywczy mężczyzna wchodzi w konflikt z prawem na tle politycznym ucieka do Kalifornii, by uniknąć aresztowania. Zostaje zatrudniony w Los Angeles jako operator kinowy u japońskiego emigranta, Hiroshi Kawamury. Zaprzyjaźnia się z jego synem, dzięki któremu poznaje córkę szefa Lily. Zakochuje się w niej od pierwszego wejrzenia. Młodzi pobierają się wbrew woli jej ojca. Ich związek jest szczęśliwy, aż do momentu ataku na Pearl Harbor. Pan Kawamura zostaje aresztowany przez FBI, a jego rodzina trafia do obozu. Jack z kolei otrzymuje powołanie do wojska. Oboje zostają rozdzieleni. W 1948 Lily ma zobaczyć Jacka. Czekając na niego opowiada swojej córce Mini ich historię.

## Obsada
- Dennis Quaid – Jack McGurn
- Tamlyn Tomita – Lily Yuriko Kawamura/McGann
- Sab Shimono – Hiroshi Kawamura
- Shizuko Hoshi – Pani Kawamura
- Stan Egi – Charlie Kawamura
- Ronald Yamamoto – Harry Kawamura
- Akemi Nishino – Dulcie Kawamura
- Naomi Nakano – Joyce Kawamura
- Brady Tsurutani – Frankie Kawamura
- Elizabeth Gilliam – Mini McGann (młoda)
- Shyree Mezick – Mini McGann (średnia)
- Caroline Junko King – Mini McGann (starsza)
- Pruitt Taylor Vince – Augie Farrell
- Colm Meaney – Gerry McGurn
- Becky Ann Baker – Marge McGurn
- John Finnegan – Brennan
- Takamuro Ikeguchi – Pan Fujiuka
- Danny Kamekona – Pan Nishikawa
- Yoshimi Imai – Pan Yamanaka

## Nagrody i nominacje
43. MFF w Cannes (1990)
- Złota Palma – Alan Parker (udział w konkursie głównym)